# Antonio Rubinos Pérez
Antonio Rubinos Pérez (Madrid, Comunidad de Madrid, España, 11 de junio de 1969) es un exárbitro de fútbol de la Primera División de España. Pertenecía al Comité de Árbitros de la Comunidad de Madrid.

## Trayectoria
Debutó en Primera División de España el 25 de enero de 1997 en el encuentro que enfrentó al Club de Fútbol Extremadura contra el Real Club Deportivo de La Coruña (1-0), cuando al estar actuando como cuarto árbitro tuvo que sustituir al árbitro principal. Su debut oficial en Primera División de España fue el 15 de septiembre de 2002 en el Club Deportivo Alavés - Real Racing Club. Fue elegido árbitro internacional de la FIFA a finales de 2006, junto con  César Muñiz Fernández. En 2011 es descendido a segunda división por el Comité Técnico de Árbitros (CTA), pero en función del artículo 173.2 del reglamento de la RFEF pasa a arbitrar fútbol base de su ámbito autonómico de residencia.
Dirigió el partido de ida de la Supercopa de España de 2009 entre el Athletic Club y el Fútbol Club Barcelona (1-2).
En el periodo 2015-2018 fue gerente del Instituto de Química Física Rocasolano (IQFR) del CSIC. Durante su mandato tuvo lugar el conocido como caso UVAS, un asunto de potenciales irregularidades en torno a una misión científica a bordo del satélite español SeoSat/Ingenio que estaba siendo desarrollada por uno de los grupos de investigación del IQFR.
En 2018 fue designado adjunto a la presidencia del Comité Técnico de Árbitros.

## Temporadas
| Categoría                                        | País   | Año       |
| ------------------------------------------------ | ------ | --------- |
| Tercera de Aficionados de la Comunidad de Madrid | España | 1986-1987 |
| Segunda de Aficionados de la Comunidad de Madrid | España | 1987-1989 |
| Primera de Aficionados de la Comunidad de Madrid | España | 1989-1990 |
| Preferente de la Comunidad de Madrid             | España | 1990-1992 |
| Tercera División                                 | España | 1992-1995 |
| Segunda División "B"                             | España | 1995-2000 |
| Segunda División                                 | España | 2000-2002 |
| Primera División                                 | España | 2002-2011 |